# Felizarda Paulino
Felizarda Paulino é uma política moçambicana. Em 1977 ela fez parte do primeiro grupo de mulheres eleitas para a Assembleia da República.

## Biografia
Paulino foi candidata da FRELIMO nas eleições parlamentares de 1977, nas quais foi uma do primeiro grupo de 27 mulheres eleitas para a Assembleia da República. Em 2020, ela foi nomeada para o Conselho de Estado.